# Arles
Arles (Ác Là, tiếng Occitan Provençal: Arle [ˈaʀle]) là một thành phố thuộc tỉnh Bouches-du-Rhône và vùng Provence-Alpes-Côte d'Azur của Pháp. Với lịch sử hơn 2.500 năm, đây là một trong những thành phố cổ nổi tiếng của Pháp và đã được UNESCO xếp hạng là Di sản thế giới vào năm 1981 nhờ các công trình cổ được xây dựng từ thời La Mã vẫn còn tồn tại đến ngày nay.

## Lịch sử
Thương điếm Oppidum Celto-Ligure, tên ban đầu của Arles là một địa điểm thường được các thương nhân vùng Địa Trung Hải ghé thăm. Cùng với sự hình thành của Marseille (khoảng 600 TCN), thương điếm Oppidum cũng được phát triển thành một trại dân cư lấy tên là Théliné. Năm 46 TCN, Julius Caesar biến Arles thành một thuộc địa của đế quốc La Mã và bắt đầu quá trình phát triển mạnh về cơ sở hạ tầng với rất nhiều công trình kiến trúc kiểu La Mã. Từ năm 536, Arles trở lại là một thành phố của người franc.

## Di sản
Arles hiện nay còn lưu giữ được rất nhiều công trình kiến trúc có từ thời La Mã và Trung Cổ. Các công trình chính trong số này là:
- Forum d'Arles (quảng trường chính): Được xây dựng khoảng năm 30 TCN dưới lần quy hoạch đô thị lần thứ nhất của người La Mã.
- Théâtre antique (nhà hát La Mã): Được xây dựng vào cuối thế kỉ 1 TCN ngay sau khi Arles trở thành thuộc địa của đế chế La Mã. Những cuộc khảo cổ vào năm 1651 đã tìm thấy ở đây bức tượng nổi tiếng "Vénus d'Arles" (Thần Vệ Nữ Arles, hiện trưng bày tại Louvre).
- Arène (đấu trường): Được xây dựng theo kiến trúc của các đấu trường La Mã vào khoảng năm 80, tức là ngay sau đấu trường La Mã nổi tiếng Colosseum ở Roma. Hiện nay nơi đây vẫn được sử dụng để tổ chức các cuộc biểu diễn đấu bò tót.
- Cirque (rạp xiếc): Công trình La Mã lớn nhất của thành phố, được khánh thành năm 149.
- Alyscamps (khu lăng mộ): Được xây dựng từ thời La Mã và được sử dụng đến hết thời Trung Cổ
- Thermes de Constantin (nhà tắm công cộng): Được xây dựng từ thế kỉ 4 trên bờ sông Rhône.
- Nhà thờ Saint-Trophime: Được xây dựng từ thế kỉ 12 trên nền của một nhà thờ xây từ thế kỉ 5.

Ngoài ra vào cuối thế kỉ 19, Arles còn là nơi sống và sáng tác của họa sĩ nổi tiếng Vincent Van Gogh. Van Gogh đã có rất nhiều bức tranh vẽ lại phong cảnh của Arles.

## Hình ảnh

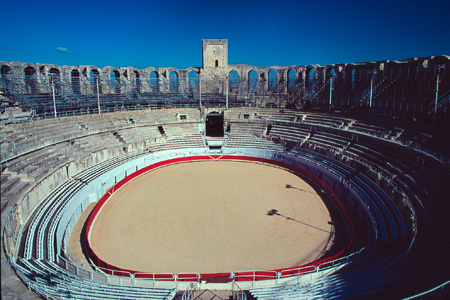
Đấu trường Arles
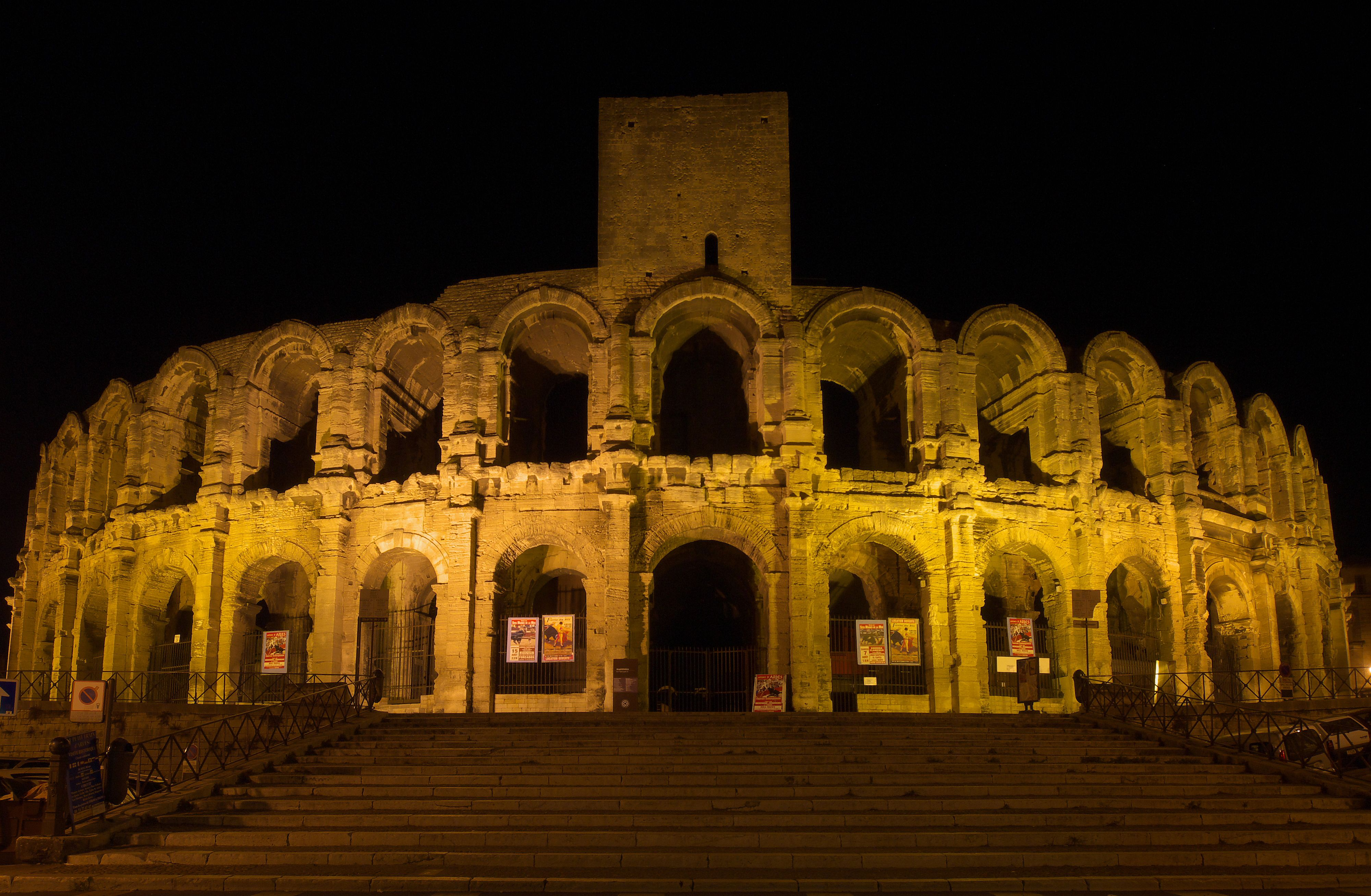
Đấu trường buổi tối
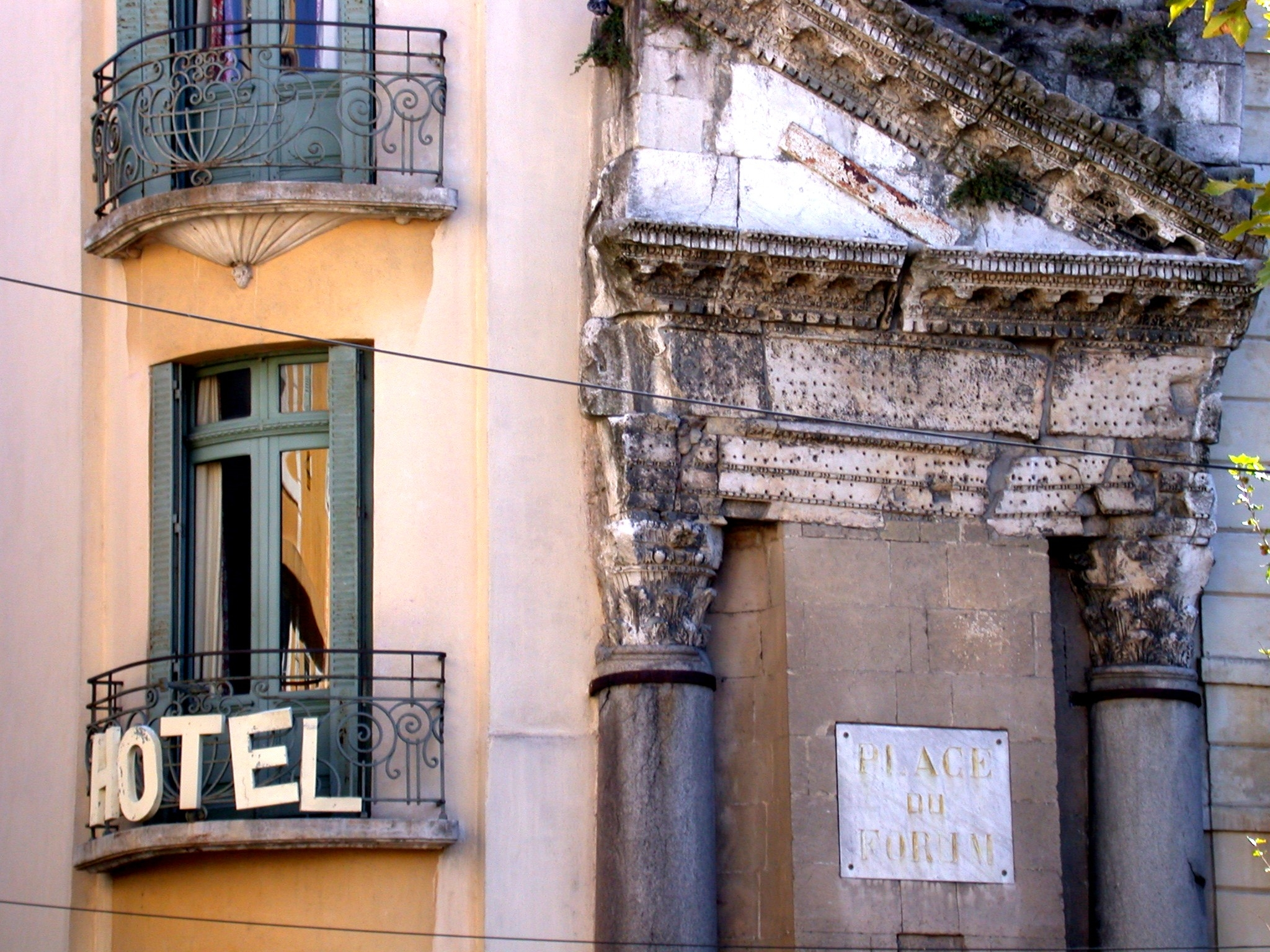
Forum d'Arles
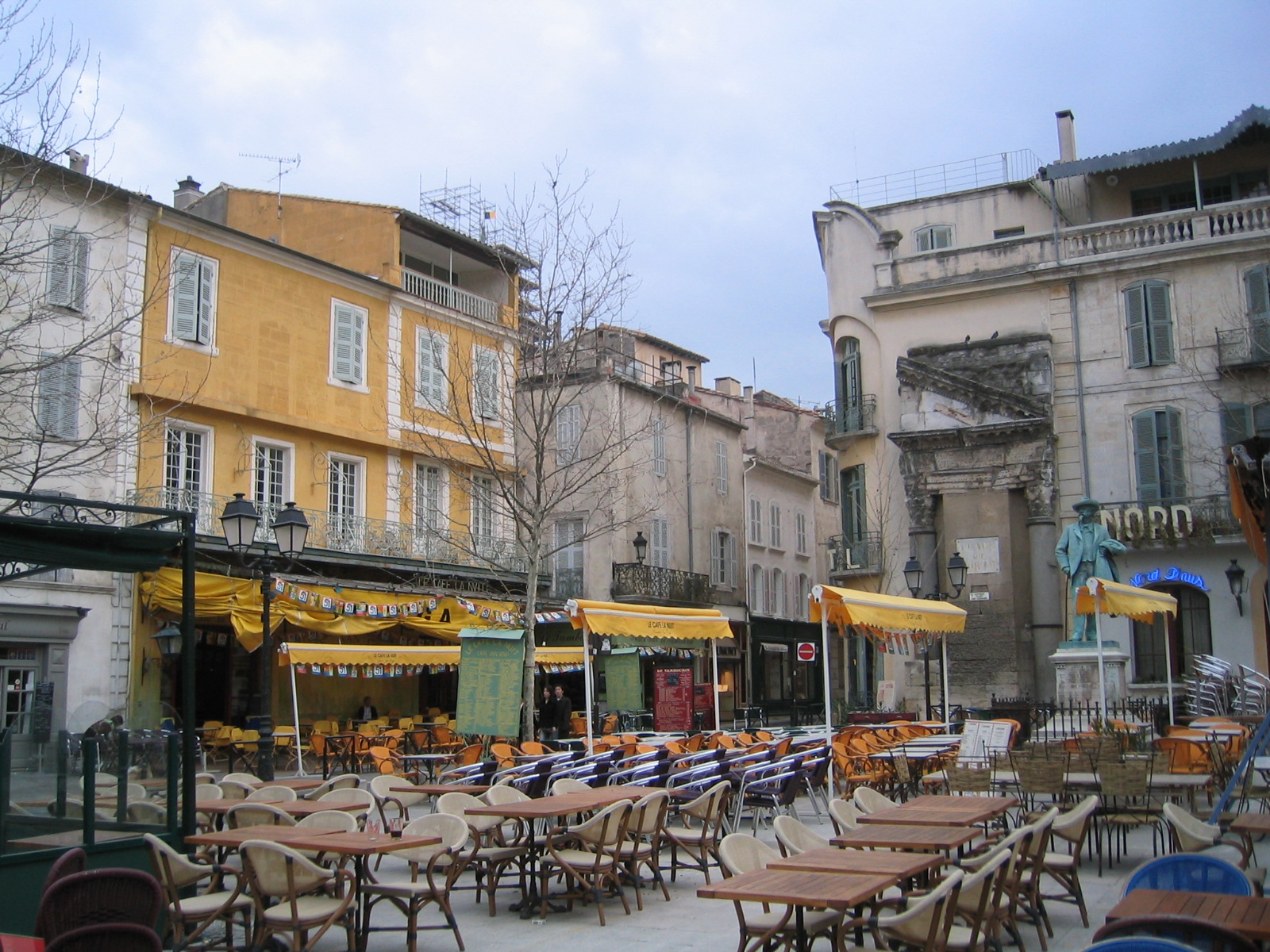
Quảng trường chính hiện nay
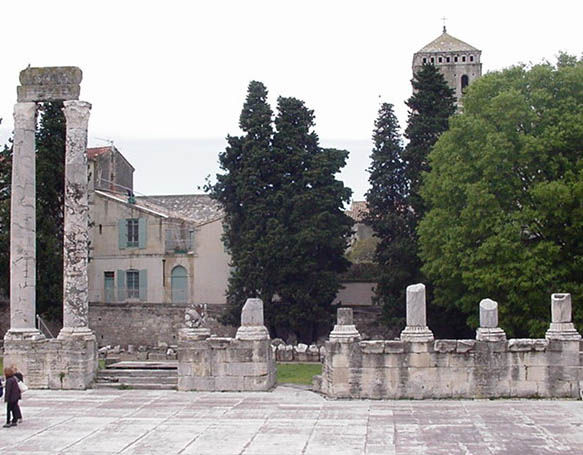
Nhà hát La Mã
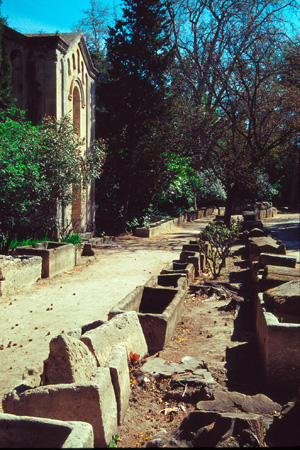
Alyscamps
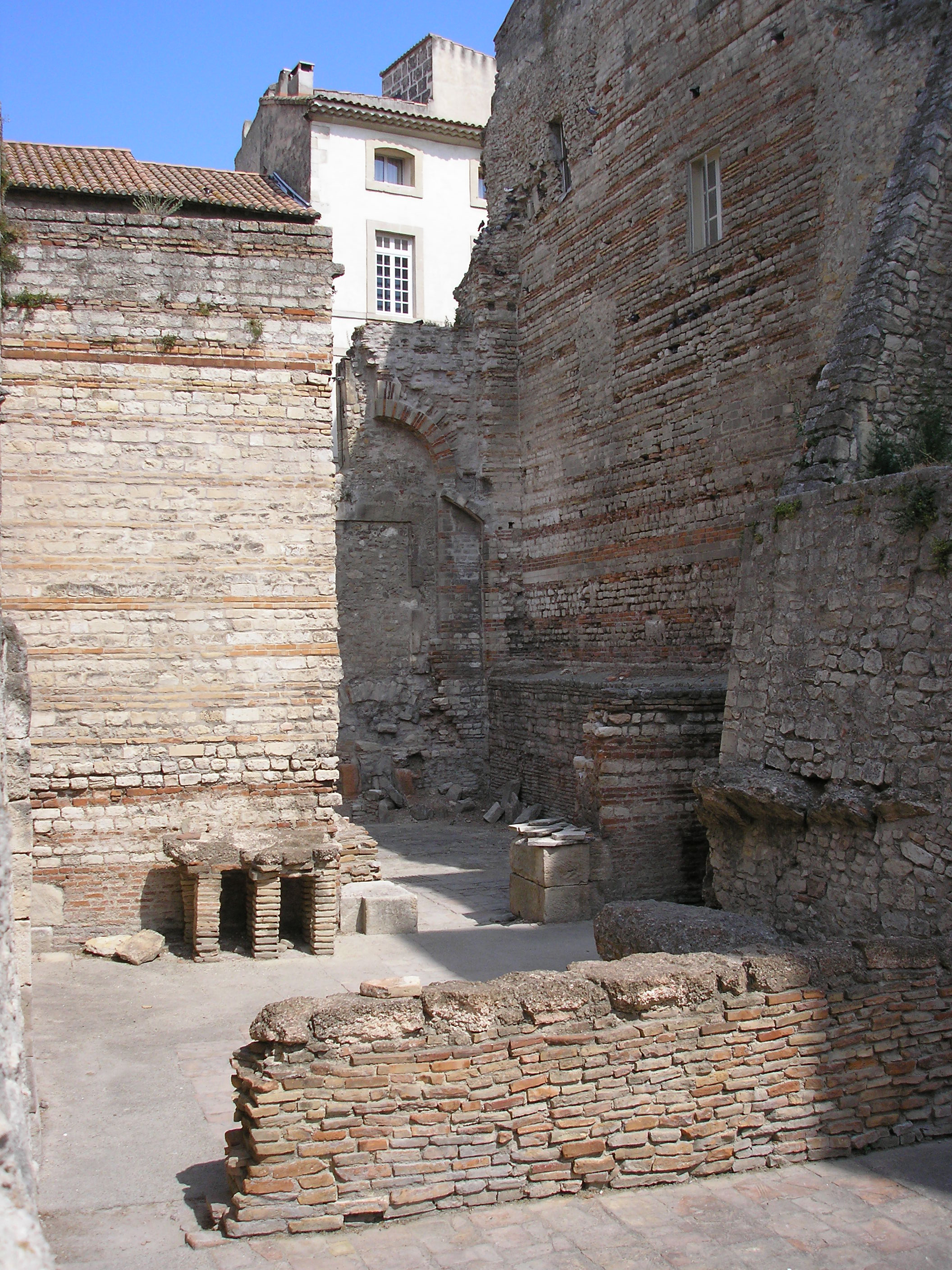
Thermes de Constantin
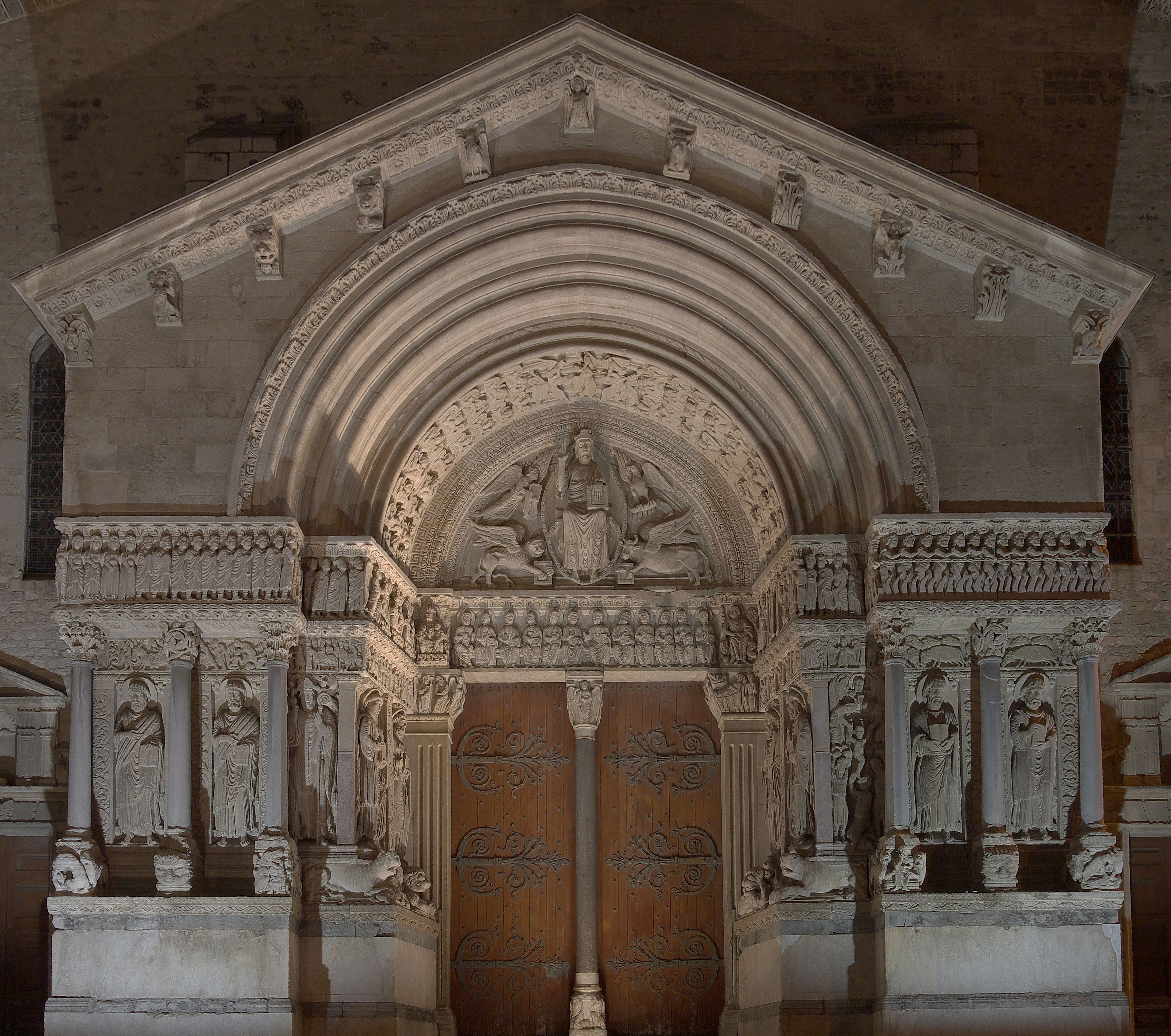
Nhà thờ Saint-Trophime
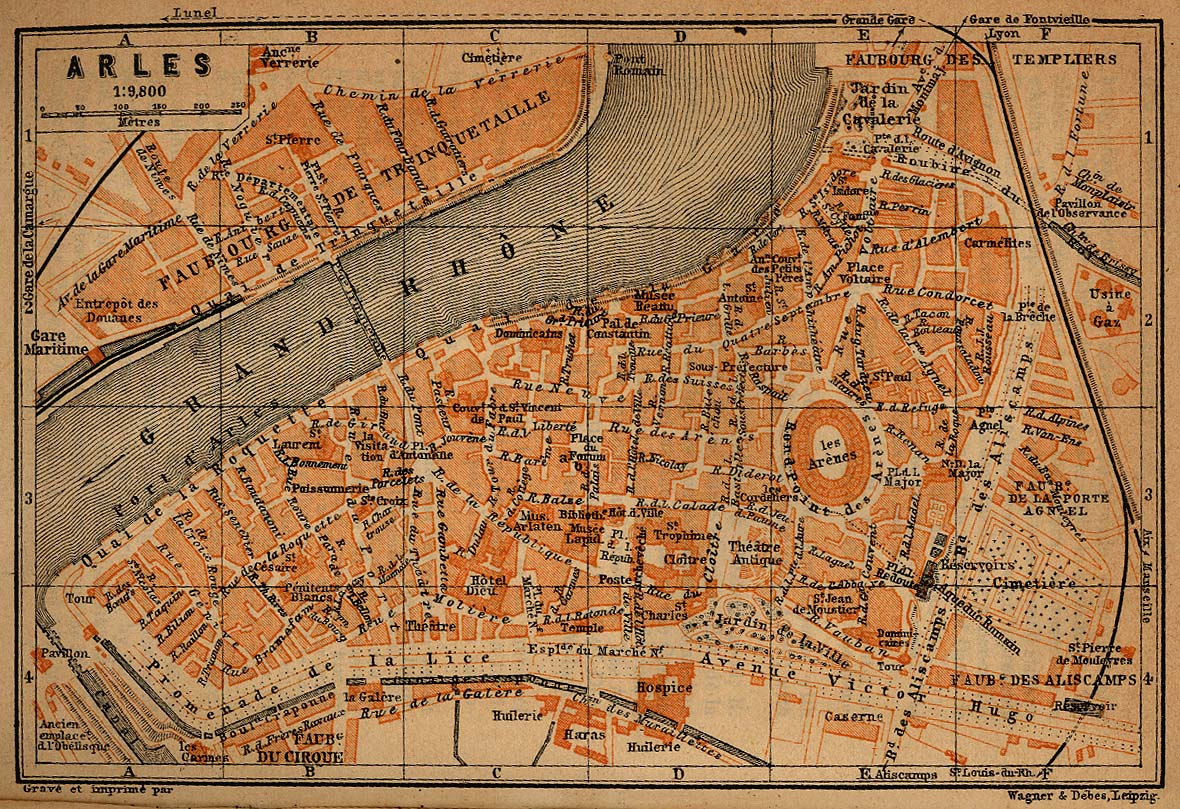
Arles năm 1914
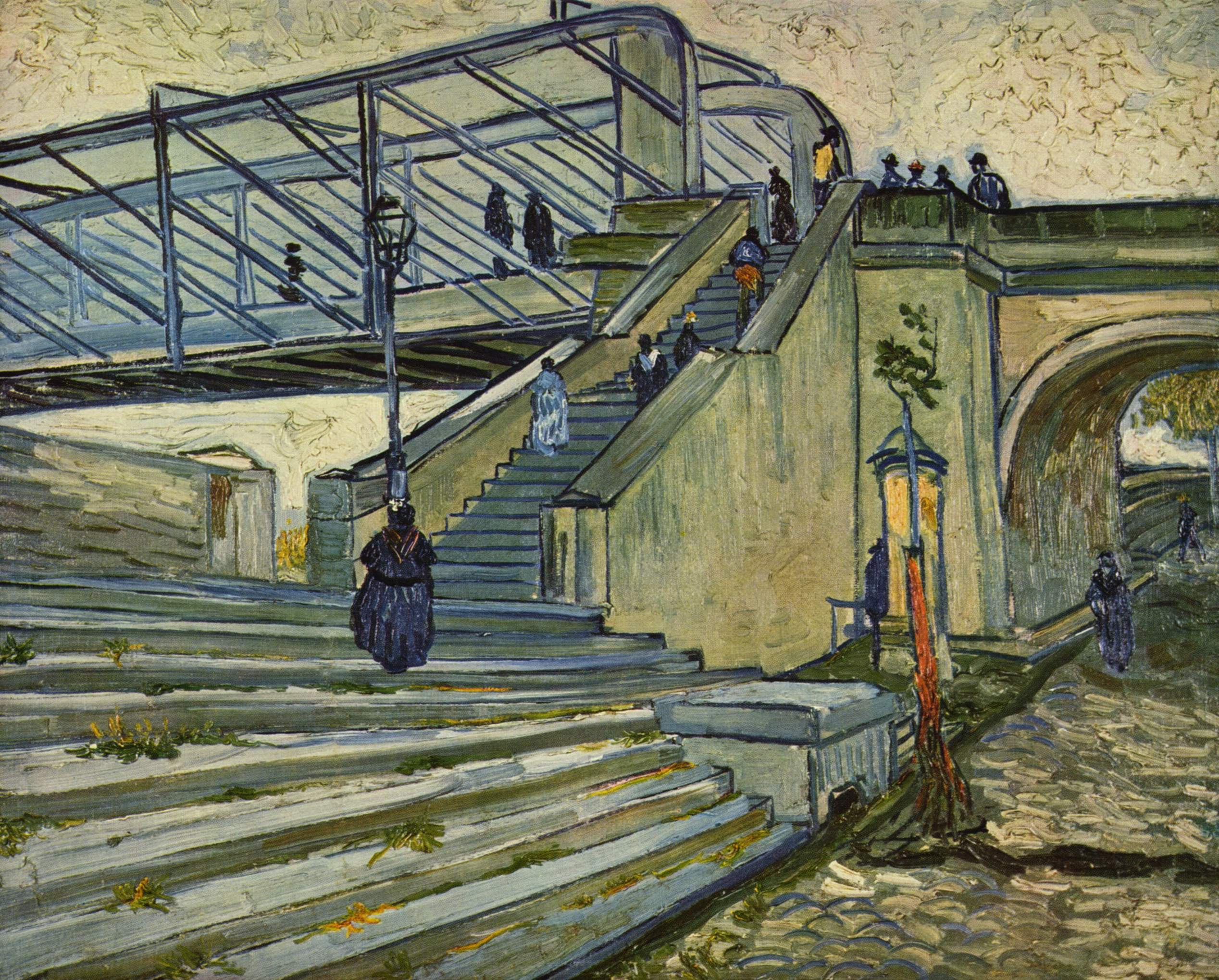
Cầu Trinquetaille, tranh của Vincent Van Gogh
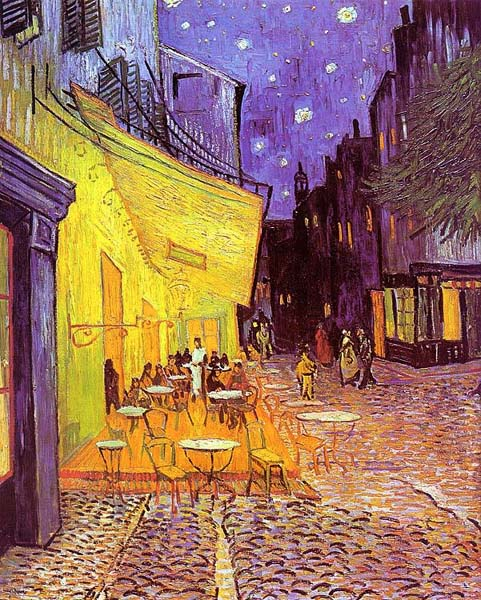
Quảng trường chính, tranh của Vincent Van Gogh
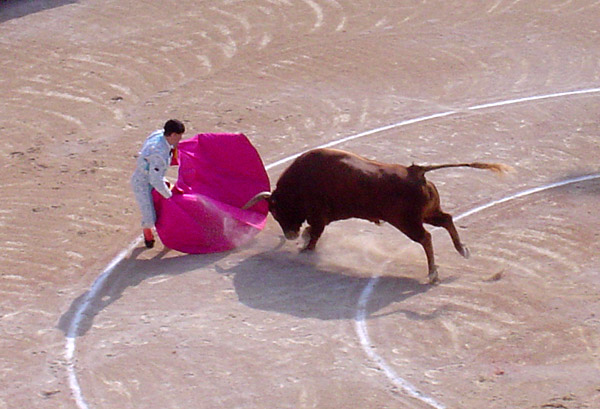
Đấu bò ở Arles

### Thành phố kết nghĩa
- Pskov, Nga
- Jerez de la Frontera, Tây Ban Nha
- Fulda, Đức
- York, Pennsylvania, Mỹ
- Cubelles, Tây Ban Nha
- Vercelli, Ý
- Sagné, Mauritanie
- Kalymnos, Hy Lạp
- Wisbech, Vương quốc Anh
- Chu Trang, Trung Quốc
- Verviers, Bỉ